# スエカゲツール
スエカゲツール株式会社（すえかげ、SUEKAGE TOOL CO, LTD. ）は、兵庫県三木市に本社をおく、レンチを主力とした工具を製造販売する企業。昭和27年創業。

## 概要
創業以来、作業工具の販売は欧米向けの輸出を主に手掛けている。1988年頃からは、「Pro-Auto」ブランドでのモータースポーツ分野の自動車用作業工具販売に特に力を入れている。
製品は3つのブランドで展開している。「Pro-Auto」は、ソケット類・ラチェットハンドル類・レンチ類・ドライバー類・六角棒スパナ・ビット・ツールキット・ソケットレンチ類・ツールボックス類等。「SEK」は、ソケット類・ハンドル類・レンチ類・ツールセット類等、「SEK-TOOLS」は、電動用先端工具類として使い分けている。海外商品のOEMによる仕入れ販売も行っている。
360°全方位カメラ・センサー「SOIOS」が、国際新技術フェア2002にて日刊工業新聞社最優秀技術賞を受賞している。2003年にプルタブ開けや栓抜き、缶の蓋開け、プラス・マイナスドライバーがセットになったキーホルダーの「栓抜き型ツールキーホルダー」で「第一回三木のいい物発見コンクール」特別奨励賞を受賞している。
売上比は、利器工匠卸約32%、DIY卸約20%、住宅設備機器卸約18%である。

## 主な商品
ソケットレンチ・レンチ・スパナ・ドライバー・電動用先端工具・超硬ホールソー・ピラミッドドリル

## 関連会社
- 末陰産業株式会社
- 三木槇山開発株式会社（三木ゴルフ倶楽部）
- 有限会社槇山食品